# Jean-Baptiste Pallegoix
Jean-Baptiste Pallegoix, né le 24 octobre 1805 à Combertault, mort le 18 juin 1862 à Bangkok, est un ecclésiastique français qui fut vicaire apostolique du Siam Oriental à partir de 1841.

## Biographie

### Jeunesse
Jean-Baptiste Pallegoix naît le jeudi 24 octobre 1805, (duodi 2 brumaire  an XIV), en la commune de Combertault, fils de Jean-Baptiste Pallegoix, vigneron de profession.

### Séminaire
Jean-Baptiste Pallegoix va à Paris pour son séminaire. Il le suit à La Société des  Missions étrangères. Située rue du Bac à Paris, cette association de prêtres a pour objectif de former des missionnaires volontaires en Asie. Après leur séminaire, ils travaillent à l'étranger sous l'autorité d'un vicaire apostolique, avec le titre de curé coadjuteur.

### Ordination

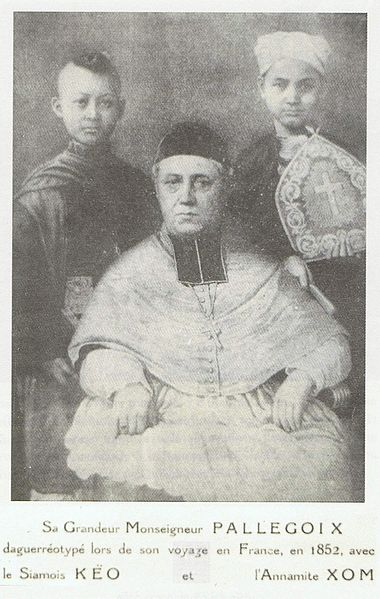
Monseigneur Pallegoix daguerréotypé en 1852.

Il est ordonné le 31 mai 1828 par Jean-Paul-Hilaire-Michel Courvezy, vicaire apostolique du Siam, et le suit dans son vicariat. Il y devient curé coadjuteur apostolique du Siam. Dix ans plus tard, Jean-Baptiste Pallegoix reçoit sa consécration des mains de Mgr Courvezy et devient ainsi évêque titulaire de Mallus (de) et vicaire apostolique coadjuteur du Siam. En 1841, il devient vicaire apostolique du Siam Oriental.
Jean-Baptiste Pallegoix a été l'un des vicaires apostoliques les plus distingués du Siam, parfois présenté comme le meilleur « savant siamois » par ses contemporains. Il décide Napoléon III à renouveler l'alliance française avec le Siam et à y envoyer une ambassade, ce qui sera fait en 1856. Mgr Pallegoix est à l'origine de la reprise des relations diplomatiques entre la France et le Siam, interrompues jusqu"alors depuis Louis XIV. 
Il meurt le 18 juin 1862 à  Bangkok. Le roi Mongkut (Rama IV) du Siam lui rend alors un hommage solennel et grandiose : Mgr Pallegoix est salué par le drapeau royal et des coups de canons sont donnés en son honneur.

## Œuvres
- Description du Royaume Thai, vol. 2, Paris, 1854 (lire sur Wikisource), reprint: Farnborough 1969; engl.: anglais : Description of the Siam kingdom; Bangkok 2000,  (ISBN 974-7534-05-3)  (ISBN 978-9747534054)
- Dictionarium linguae Thaĭ sive Sa̱mensis interpretatione Latina, Gallica et Anglica illustratum (thaï : สัพะ พะจะนะ พาสา ไท); Paris 1854, Reprint: Farnborough 1972.